# بوکووکا (استان پومرانی)
بوکووکا (به لهستانی:  Bukówka) یک روستا در لهستان است که در گمینا سووپسک واقع شده‌است. بوکووکا ۳۵۲ نفر جمعیت دارد.